# Động đất Irpinia 1980
Động đất Irpinia năm 1980 đã xảy ra tại vùng Irpinia, Nam Ý vào Chủ Nhật 23 tháng 11 năm 1980. Cường độ trận động đất là 6,89 độ Richter, trận động đất có trung tâm ở làng Conza, giết chết 2.914 người, làm bị thương hơn 10.000 và khiến 300.000 vô gia cư. Nó được biết đến ở Italia với tên Terremoto dell'Irpinia (động đất Irpinia).
Trận động đất xảy ra lúc 18:34 giờ UTC. Sau trận địa chấn đầu tiên là 90 cơn dư chấn. Các đô thị trong tỉnh Avellino đã bị ảnh hưởng nặng nhất. Tại Sant'Angelo dei Lombardi, 300 chết trong đó có 27 trẻ em trong một trại trẻ mồ côi và tám mươi phần trăm của thị xã đã bị phá hủy. Một người đã thiệt mạng tại Balvano khi một nhà thờ thời trung cổ bị sụp đổ trong cuộc lễ Chủ Nhật. Các thị trấn Lioni, Conza di Campania (gần tâm chấn), và Teora đã bị phá hủy, và hàng chục công trình tại Napoli bị chôn vùi, bao gồm một tòa nhà căn hộ 10 tầng. Thiệt hại đã lan ra trong hơn 26.000 km ², bao gồm Napoli và Salerno.
Chính phủ Ý đã dành 59.000 tỷ lira để tái thiết, trong khi các quốc gia khác gửi đóng góp. Tây Đức đã đóng góp 32 triệu đô la Mỹ và Hoa Kỳ 70 triệu USD.
Tuy nhiên, vào thập niên 1990, một vụ bê bối tham nhũng lớn nổi lên khi người ta phát hiện hàng tỷ lire thực sự biến mất từ quỹ tái thiết động đất vào những năm 1980. Trong số 40 tỷ lire (hoặc 40 ngàn triệu) chi cho tái thiết sau trận động đất, khoảng 6,4 tỷ đã tạo ra một tầng lớn xã hội triệu phú mới trong khu vực, 6,4 tỷ chuyển đến Camorra, còn 4 tủ khác đi vào tay các nhà chính trị dưới dạng tiền hối lộ. Chỉ có 9,6 tỷ, một phần tư tổng số tiền, đã thực sự chi cho các nhu cầu của người dân.